# ماسامي كيكوتشي
ماسامي كيكوتشي (菊池正美 كيكوتشي ماسامي) هو مؤدي أصوات ياباني ولد في 24 أبريل 1960 في تشينو، ناغانو.

## أدواره في الأنمي

### مسلسلات أنمي تلفزيونية
- أبطال الديجيتال الجزء الأول - زين، حسان، أبو رعيدة
- أبطال الديجيتال الجزء الثاني - زين، حسام
- أبطال الديجيتال الجزء الرابع - الراوي، مينو
- إندماج الديجيمون - داميمون/توارمون
- غاش بيل الذهبي - كانتشومي
- تينشي ميو - تنشي ماساكي
- إير جير - أونيغيري
- دوت هاك أسطورة الشفق - كوميان الثالث
- C - شيغيومي تاكيداساكي
- تسوريتاما - سائق التاكسي
- سندريلا - شارل
- فايري تايل - رابيان
- القناص - وينغ
- هنتر x هنتر (2011) - زيبايل
- تسوباسا كرونيكل - كيفا
- شوت - رافع
- المقاتل المتنقل جي جاندام - هانس هولجر
- أمير التنس - هيروشي واكاتو
- الأرجوحة الطائرة - كوراموتو
- غريت تيتشر أونيزوكا - تاكاشي كادينا
- بوكيمون - أوتوشي
- دراغون بول سوبر - موناكا، بيلمود
- كادو و الجواب الصحيح - ناومي ساساوتشي
- شريطة هيمي تشان - هيروشي

### أوفا أنمي
- القنفذ سونيك: الفيلم - سونيك

### أفلام أنمي
- فيلم ديجيمون أدفنتشر: لعبتنا الحربية! - جو كيدو
- فيلم ديجيمون أدفنتشر 02: هبوط إعصار الديجيمون!!/التطور الفائق!! الديجيمنتال الذهبية - جو كيدو
- فيلم ديجيمون أدفنتشر 02: انتقام ديابورومون - جو كيدو
- فيلم ديجيمون فرونتير: إعادة إحياء الديجيمون الأثري - نيمون

## وصلات خارجية
- ماسامي كيكوتشي على موقع IMDb (الإنجليزية)
- ماسامي كيكوتشي على موقع ألو سيني (الفرنسية)
- ماسامي كيكوتشي على موقع ميوزك برينز (الإنجليزية)
- ماسامي كيكوتشي على موقع قاعدة بيانات الفيلم (الإنجليزية)
- ماسامي كيكوتشي على موقع كينوبويسك (الروسية)
- ماسامي كيكوتشي على موقع ANN person (الإنجليزية)